# David Haig
Pour les articles homonymes, voir Haig.
David Haig, né le 20 septembre 1955 à Aldershot dans le Hampshire, est un acteur anglais.

## Filmographie

### Cinéma
- 1994 : Quatre mariages et un enterrement (Four Weddings and a Funeral) de Mike Newell : Bernard
- 2002 : L'Amour sans préavis (Two Weeks Notice) de Marc Lawrence : Howard Wade
- 2016 : Florence Foster Jenkins de Stephen Frears : Carlo Edwards
- 2019 : Downton Abbey : Mr Wilson

### Comédie musicale
- 2004 - 2005 : Mary Poppins : George Banks

### Télévision
- 1980 : Doctor Who, série : épisode The Leisure Hive : Pangol
- 1995 : Mr. Fowler, brigadier chef (The Thin Blue Line), série : Derek Grim
- 2007 : Mon fils Jack (My Boy Jack), téléfilm : Rudyard Kipling
- 2008 : The 39 Steps, téléfilm de James Hawes : Sir George Sinclair
- 2009 : Inspecteur Barnaby, série : Docteur George Jeffers (Saison 12, épisode 4, La mort au bout du chemin)
- 2009 : Miss Marple, série, épisode Un meurtre est-il facile ? : Major Hugh Horton
- 2015 : Penny Dreadful, série : Monsieur Putney
- 2016 : Témoin à charge : Sir Charles Carter (mini-série, 2 épisodes)
- 2018 - 2022 : Killing Eve : Bill Pargrave (4 épisodes)